# Agenzia dell'Unione europea per i diritti fondamentali
L'Agenzia dell'Unione europea per i diritti fondamentali ha sede a Vienna (Austria) ed è stata istituita dal regolamento (CE) n. 168/2007 del Consiglio del 15 febbraio 2007.
Il rispetto dei diritti umani e delle libertà fondamentali è un valore comune, condiviso da tutti gli Stati membri dell'Unione europea. Ai sensi dell'articolo 6 del trattato sull'UE: «L'Unione rispetta i diritti fondamentali quali sono garantiti dalla Convenzione europea per la salvaguardia dei diritti dell'uomo e delle libertà fondamentali, firmata a Roma il 4 novembre 1950, e quali risultano dalle tradizioni costituzionali comuni degli Stati membri, in quanto principi generali del diritto comunitario.»
L'agenzia ha lo scopo di fornire alle istituzioni europee e alle autorità nazionali competenti assistenza e consulenza sui diritti fondamentali nell'attuazione del diritto comunitario, nonché di aiutarle ad adottare le misure o a definire le iniziative appropriate.

## Attività dell'agenzia
L'agenzia sviluppa le sue attività in linea con i seguenti compiti che le sono stati affidati:
- raccogliere, analizzare e diffondere dati obiettivi e attendibili;
- migliorare la comparabilità e attendibilità dei dati con nuovi metodi e norme;
- condurre e/o promuovere ricerche e studi nel campo dei diritti fondamentali;
- formulare e pubblicare conclusioni e pareri su argomenti specifici, di propria iniziativa o su richiesta del Parlamento europeo, del Consiglio o della Commissione;
- promuovere il dialogo con la società civile per sensibilizzare l'opinione pubblica ai diritti fondamentali.

L'agenzia non ha invece la facoltà di pronunciarsi su ricorsi individuali o di emanare atti normativi.

## Funzionamento dell'agenzia
Il programma di lavoro dell'agenzia è definito in funzione di un programma quadro pluriennale di 5 anni, che deve essere approvato dal Consiglio, previa consultazione del Parlamento europeo. La lotta contro il razzismo, la xenofobia e le forme di intolleranza costituisce uno dei principali settori d'attività dell'agenzia.
L'Agenzia deve lavorare a stretto contatto con altre istituzioni ed organi che operano a livello nazionale ed europeo, nonché ampliare la collaborazione con il Consiglio d'Europa e con la società civile mediante la creazione di una piattaforma per i diritti fondamenti.

### Organi dell'agenzia
L'agenzia ha quattro organi:
- un direttore, responsabile della gestione corrente dell'agenzia e della preparazione ed attuazione del programma di lavoro annuale;
- un consiglio d'amministrazione, preposto al buon funzionamento dell'agenzia, nonché all'elaborazione del progetto di bilancio e dei programmi di lavoro e al controllo della loro successiva attuazione;
- un ufficio di presidenza, incaricato di prestare assistenza al consiglio d'amministrazione;
- un comitato scientifico, con il compito di garantire la qualità scientifica dei lavori dell'agenzia.

Il suo attuale direttore è Morten Kjærum.
L'ambito di attività dell'agenzia è circoscritto all'UE e ai suoi 27 Stati membri. Essa sarà inoltre aperta alla partecipazione, come osservatori, dei paesi candidati (Turchia, Croazia, ex Repubblica jugoslava di Macedonia, Islanda, Montenegro, Serbia), previa decisione del pertinente consiglio di associazione, che stabilirà la natura, la portata e le modalità della loro partecipazione ai lavori dell'Agenzia.

## Osservatorio europeo dei fenomeni di razzismo e xenofobia
L'Agenzia sostituisce il precedente Osservatorio europeo dei fenomeni di razzismo e xenofobia, istituito dal regolamento (CE) n. 1035/97 del Consiglio, del 2 giugno 1997.
Operativo dal 1997 al febbraio 2007, l'Osservatorio ha fornito all'Unione europea e agli Stati membri informazioni e dati obiettivi, attendibili e comparabili sul razzismo, la xenofobia e l'antisemitismo in Europa. Era stato istituito per aiutare l'UE e gli Stati membri ad adottare misure o a definire iniziative per combattere tali fenomeni. L'Osservatorio ha studiato la portata e l'evoluzione del razzismo e della xenofobia, analizzandone le cause, le conseguenze e gli effetti, in particolare mediante la creazione della rete europea di informazione sul razzismo e sulla xenofobia (RAXEN), incaricata di raccogliere informazioni a livello nazionale. L'Osservatorio ha elaborato strategie per combattere il razzismo e la xenofobia, evidenziando e diffondendo esempi di buone pratiche per far fronte a questi fenomeni.